# 邓晓芒
邓晓芒（1948年4月—），华中科技大学哲学系教授，中国著名哲学家和美学家。现为华中科技大学哲学学院教授，中华外国哲学史学会常务理事，《德国哲学》主编。
邓晓芒在德国古典哲学的翻译和研究上成就斐然，并积极介入中西比较和文化批判，创立了“新实践美学”和“新批判主义”，有广泛的影响力。  邓晓芒主要研究方向为，德国哲学，美学、文化心理学、中西文化比较等。

## 生平
祖籍湖南耒阳。1948年4月出生在东北，在长沙长大，其妹为作家残雪。初中毕业后自愿去农村10年（1964—1974年）（湖南江永六年、耒阳三年、浏阳东乡一年），后返城（长沙）当土工和搬运工5年。 他感兴趣的就是在劳动之余，到处搜索流散在社会上的图书，外国小说和哲学的经典著作包括《资本论》黑格尔的《小逻辑》等， 是其最初所接触到的西方哲学。为了深入研究德国哲学，还自学了德语。
他尽管没有上过大学本科， 1979年直接考取武汉大学哲学系硕士研究生，导师是陈修斋和杨祖陶先生，1982年获哲学硕士学位，后留校任教。2009年11月3日，因华中科技大学可以解决其配偶的教授职称问题，已正式加入该校的哲学系。

## 哲学观点

### 对新儒家的批判
根据邓晓芒教授，新儒家的主要问题是：
- 新儒家没有形成一个完整和系统的哲学体系，而是一种松散和多元的思想运动，缺乏统一的理论基础和方法论，难以回应当代社会的挑战和需求。
- 新儒家没有有效地解决传统儒学的一些困境和缺陷，如对人性的过于乐观的评价，对社会的过于保守的态度，对权力的过于顺从的姿态，对个人的过于压抑的要求，等等。
- 新儒家没有充分地吸收和借鉴西方哲学的一些优势和成果，如对理性的重视，对自由的追求，对历史的关注，对科学的尊重，等等。
- 新儒家没有真正地创新和发展儒学的一些核心和精髓，如对道德的追求，对和谐的建设，对文化的传承，对智慧的体现，等等。

邓晓芒教授认为，新儒家要想在当代社会发挥积极的作用，就必须进行深刻的反思和改革，不仅要继承和发扬儒学的优良传统，也要批判和超越儒学的局限和弊端，不仅要尊重和保护中华文化的特色和价值，也要开放和融合世界文化的多样和财富，不仅要坚持和实践儒学的道德和和谐的理想，也要关注和解决儒学的理性和自由的问题。 

## 原著
- 《思辨的张力——黑格尔辩证法新探》，ISBN 9787535514691
- 《康德〈纯粹理性批判〉指要》，与杨祖陶合著，ISBN 9787010034843
- 《冥河的摆渡者——康德的〈判断力批判〉》，ISBN 9787222021372
- 《西方哲学史》，与赵林合著，ISBN 9787040163629
- 《走出美学的迷惘——中西美学思想的嬗变与美学方法论的革命》，与易中天合著，ISBN 9787805051307
- 《西方美学史纲》，ISBN 9787307065529
- 《灵之舞》
- 《人之镜》
- 《灵魂之旅》
- 《文学与文化三论》
- 《康德哲学诸问题》，三联书店2006年第一版318 页，26元，ISBN：7108025094
- 《新批判主义》
- 《邓晓芒讲黑格尔》
- 《康德哲学演讲录》
- 《人论三题》
- 《徜徉在思想的密林里》
- 《哲学史方法论十四讲》
- 《中西文化比较十一讲》(名校名师名课实录)， 湖南教育出版社2007年第一版435 页，40元，ISBN：7535552099
- 《西方美学史纲》(高等院校哲学专业核心课程教材)，武汉大学出版社2008年第一版191 页，25元，ISBN：7307065525
- 《康德〈判断力批判〉释义》，生活·读书·新知三联书店2008年第一版410 页，49元，ISBN：7108029146

## 译著
- 《自然科学的形而上学基础》，ISBN 9787108000286
- 《实用人类学》，ISBN 9787208037120
- 《纯粹理性批判》，与杨祖陶合译，ISBN 9787010040592
- 《实践理性批判》，与杨祖陶合译，ISBN 9787010040127
- 《判断力批判》，与杨祖陶合译，ISBN 9787010036335
- 《经验与判断——逻辑谱系学研究》，与张廷国合译，ISBN 9787108012210
- 《西方哲学史:从苏格拉底到萨特及其后》(修订第8版)，世界图书出版公司2009年第一版508页，68元，ISBN：9787506287104
- 《西方哲学史:从苏格拉底到萨特及其后》(第7版)，中华书局2005年第一版783页，60元，ISBN：9787101042849

## 主编
- 《从寻根到漂泊——世纪之交的中国文学与文化》（当代学术视野丛书张志林等主编）， 羊城晚报出版社2003年第一版346 页，ISBN：7806511954
- 《哲学名家对谈录--英美分析哲学PK欧洲大陆哲学》，湖南教育出版社200 年第一版374页，36元，ISBN：9787535553652